# 克卢登巴赫
克卢登巴赫是德国莱茵兰-普法尔茨州的一个市镇。总面积2.88平方公里，总人口114人，其中男性56人，女性58人（2011年12月31日），人口密度40人/平方公里。